# Философия истории
Филосо́фия исто́рии (также — историосо́фия) — раздел философии, призванный ответить на вопросы об объективных закономерностях и духовно-нравственном смысле исторического процесса, о путях реализации человеческих сущностных сил в истории, о возможностях обретения общечеловеческого единства.
Философия истории исследует имманентную логику развития человеческого общества, единство и многомерность исторического процесса, проблемы социального детерминизма, устанавливает истинность или достоверность исторических фактов и событий. Также к философии истории относятся вопросы о возможности, сущности и границах исторического знания и исторической науки в частности.
Хотя сам термин «философия истории» принадлежит французскому просветителю Вольтеру, вопрос о существовании общих законов исторического развития, непосредственно связанный с предметом философии истории в современном понимании, поставил немецкий просветитель Иоганн Готфрид Гердер в работе «Идеи к философии истории человечества» (1784).

## Дисциплинарные пределы
По причине того, что об историческом времени тяжело говорить в целом, вне пределов его связи с институтами социальной организации, с культурными ценностями, внутренней жизнью личности, существуют трудности в разграничивании философии истории с социологией, философией культуры, с философской антропологией, а также с конкретными историческими науками. Эта сложность определяет двойственное трактование философии истории: 1) как ответвление философского знания, 2) как социологию.
Статус «философии истории» как заповедного поля философов обосновывал профессор Оксфордского университета П. Гардинер. Он предложил установить разграничение вопросов «внутри истории» и вопросов «об истории». «Историки, — утверждал он, — отвечают на первый род вопросов, философы — на второй». К числу вопросов второго рода он относил: «Каким образом мы узнаём исторические факты?» «Является ли история наукой?», «Объективно ли историческое знание?», «Какова природа исторических теорий?», «Существуют ли законы истории?». Русско-американский социолог и культуролог Питирим Сорокин утверждал, что социология изучает явления взаимодействия людей, а также явления, которые являются результатом этого взаимодействия (то есть главное внимание придаёт вопросам социального действия и социального взаимодействия, которые происходят в конкретных группах, коллективах, государстве), а философия истории изучает общество как универсальный объект с универсальными характеристиками (то есть обращает внимание на общество в целом).
Противоположную точку зрения выразил немецкий философ П. Барт, утверждавший, что существует только одна наука про судьбу человечества, хоть как бы её называли — социологией, философией общества или философией истории.

## Этапы развития философии истории

### Античность
Уже в умах мыслителей античного времени возникло стремление к упорядочению исторических знаний, периодизации истории и постижению её направленности.
Относительно зачинания философии истории как самостоятельного направления научной деятельности, первых авторов в этой сфере существуют различные точки зрения. Так французский философ Жозеф Эрнест Ренан (1823—1892) отдаёт пальму первенства пророку Даниилу, автору масштабного описания смены четырёх монархий, которое длительное время было источником вдохновения для многих христианских писателей и основой истории европейских народов времён Средневековья. Другие «отцом» философии истории считают Аристотеля, принимая во внимание его «Политику». Гесиод в поэме «Труды и дни» предпринял первую попытку регресистской периодизации истории (естественно, с позиций мифологического мировоззрения, господствовавшего в античное время). Вектор направленности истории в творении древнегреческого поэта пролегает от космоса к хаосу через пять последовательных веков: золотой век, век серебра, век меди, век героев и век железа. Потенциальная возможность возвращения к «золотому веку» через очищение от грехов прошлого иллюстрирует циклическое движение, круговорот.
Вопреки получившему широкое распространение утверждению профессора Лосева о циклической основе античного историзма, не все современные исследователи согласны с ней: так советский и российский историк Ю. И. Семёнов опровергает это мнение, утверждая, что «идея циклизма в античной мысли присутствовала. Но она, как правило, относилась к миру в целом, к космосу. К истории она почти не применялась, хотя основания для этого были: на глазах историков возникали, расцветали и гибли державы.» По его мнению идея круговорота истории возникает лишь в период поздней античности у Полибия в его схеме эволюции форм государственного устройства. В шестой книге его «Всеобщей истории» рисуется картина циклического повторения форм государственного устройства: изначальная царская власть уступает место тирании, та в свою очередь сменяется аристократией. Последняя вырождается в олигархию, которая рушится в результате выступления народа, учреждающего демократию. Демократия вырождается в охлократию, которая делает неизбежным установление единоличной власти. А затем все идет по новому кругу.
Уже в античности возникли прогрессистские воззрения, согласно которым человечество шло от звериного образа жизни к цивилизованному. В частности, подобная идея прослеживается у Демокрита и Дикеарха. Но такие «естественнонаучные» демифологизирующие предвосхищения были заведомо маргинальны для своего времени и пригодились лишь намного позже материализму позднего Просвещения при создании теории прогресса.
Подобная идея прослеживается также в поэме римского философа Тита Лукреция Кара «О природе вещей», где говорится и о первоначальном зверином состоянии человечества, и о том, как люди выходили из него. Впечатляющие картины, нарисованные Лукрецием, оказали воздействие, например, на грандиозную философию истории Вико.

### Средние века
Первую поистине историософическую идею предложило христианство. Именно оно впервые ввело понятия равенства всех людей перед Богом и тем самым — общей судьбы всех народов мира. «Христианский историк, подобный св. Августину, не интересовался конкретной историей греков или евреев как таковых; для него было важно искупление человека как человека, событие, устанавливающее действие воли Божией на Земле. Все нации — всего лишь ветви одного человечества, и судьба его может быть понята в терминах плана Бога относительно человека. Более того, христианство ввело понятие истории, ограниченной во времени, начинающейся с сотворения человека Богом и кончающейся его окончательным спасением.» Конкретное историческое событие может приобрести значение лишь по отношению к некоему большему событию или цели, достижение которой с необходимостью влечёт за собой прекращение исторического процесса. Таким событием в христианской традиции является Судный день, который является окончательным финалом человеческой истории — именно он придаёт потенциальный смысл всем частным событиям.
Однако христианская эсхатология отрицала всякую ценность мирской истории народов, и подлинной, охватывающей весь материал философии истории здесь поэтому никогда не было, а была лишь догматика и история церкви. Мышление основывалось на переплетении античной всеобщей истории с библейско-церковной историей, как она была создана Юлием Африканом, Евсевием, Иеронимом и Августином. В эти же рамки Средневековье ввело свои хроники, как сделал, например, Оттон Фрейзингенский.

### Новое время

#### XVII век
Разложение теологического рационализма (схоластики) породило секуляризованный рационализм, преобразовавший античную онтологию в естественнонаучно-математическую метафизику законов природы. Освобождённые от власти церковной догмы историки либо разрушали католические догматы, либо пели панегирики князьям. Лишь филология мавристов дала свободную от интересов, основанную на источниках историю как результат истинной монашеской аскезы.
Философы предоставляли в своих системах место истории и учению об обществе лишь в приложениях, где были выражены личные взгляды на жизнь, как это сделал Декарт, или подчиняли эти науки рационализму и механистическим воззрениям, как сделали Гоббс и Спиноза. Из этого при преобразовании античного и христианского естественного права возникает суррогат, предшествующий философии истории, современное светское естественное право, продолжавшее действовать до Канта и Фихте, Бентама и Конта и оказывающее значительное влияние и после них.

#### XVIII век
В результате географических открытий и колонизации в поле зрения европейской образованности попали «дикари», туземные народы с их «первобытным», как тогда думали, образом жизни, что побудило сравнивать их с описанными Тацитом древними германцами, геродотовскими скифами и даже с самими древними греками. Из этой обширной программы сравнения выросла просветительская философия истории (прежде всего у Вольтера и Монтескьё), позднее поставившая всемирной истории цель в качестве идеи прогресса человечества.
Параллельно этому движению и отчасти вопреки ему появилась «Новая наука» Вико, обосновавшая теорию самопонимания порождающего исторического духа.
Против просветительской апологии цивилизации и особенно теории прогресса выступил Руссо, отрицавший всякую ценность истории. Его колебание между идеалом примитивной начальной стадии, уничтожавшим историю, и полной демократией, завершающей историю, дало сильнейший импульс развитию философии истории в XIX веке, причём в двух её главных направлениях — англо-французскому позитивистскому и немецкому спекулятивному, импульс, ещё усиленный Французской революцией, которая во многом основывалась на идеях Руссо и, открыв новую мировую эпоху, принудила к ещё большему осмыслению истории. Из противопоставления идеям Французской революции вообще вышла философия истории как таковая.

#### XIX век
Философия истории Герцена, важнейшие её черты — это отрицание телеологического взгляда на историю и критика исторического фатализма, взгляд на историческое развитие как на идущее (подобно развитию в природе) не по прямой линии, а по различным направлениям, как развитие многовариантное, представляющее собой процесс осуществления той или иной возможности, возникшей в результате сложившихся обстоятельств.

## Основные подходы
К основным подходам к развитию философии истории можно отнести следующие:
- формационный (К. Маркс, Ф. Энгельс, В. И. Ленин, И. В. Сталин, В. В. Струве, И. М. Дьяконов и др.)
  - глобально-формационный (Ю. И. Семёнов)
- цивилизационный (Н. Я. Данилевский, К. Н. Леонтьев, О. Шпенглер, А. Тойнби, Ш. Айзенштадт, Д. М. Бондаренко, И. В. Следзевский, С. А. Нефёдов, П. В. Густерин, К. Ясперс и др.)
  - новая наука истории (школа «Анналов»: М. Блок, Л. Февр, Ф. Бродель, Ж. Ле Гофф, Ж. Дюби, Э. Ле Руа Ладюри, Р. Шартье, Б. Лепти и др.)
- мир-системный (А. Гундер Франк, И. Валлерстайн, С. Амин, Дж. Арриги, Т. дус Сантус, К. Чейз-Данн?!, Дж. Абу-Лутход[англ.], Т. Хопкинс[англ.], М. А. Чешков, А. И. Фурсов, А. В. Коротаев, Л. Е. Гринин и др.)
- синергетический (И. Пригожин, Г. Хакен, С. П. Курдюмов, Г. Г. Малинецкий, С. П. Капица, Л. И. Бородкин, П. В. Турчин, А. П. Назаретян и др.)

### Формационный подход к истории
К. Маркс выработал формационный подход к истории, синтезировав рационалистическую логику философии истории Гегеля и натуралистические концепции истории. Он видел в историческом процессе эволюцию видов взаимодействия человека и природы в трудовой деятельности. В первобытном обществе все члены общин равны. Но, как только процесс труда и производства начинает совершенствоваться, появляются избытки благ и вместе с ними — борьба за их присвоение — классовая борьба.
В советском историческом материализме утверждалось, что Маркс выделял несколько этапов развития общества, и, соответственно, несколько типов общества, от наименее развитого до совершенного — несколько общественно-экономических формаций:
- первобытно-общинная
- рабовладельческая
- феодальная
- капиталистическая
- коммунистическая.

Вместе с тем, исследование текстов Маркса показывает, что сам он нигде вышеописанную схему пяти формаций (т. н. «пятичленку») не предлагал. Изучавшие проблему современные российские учёные (А. Б. Гофман, В. Л. Иноземцев, Ю. К. Плетников) пришли к выводу, что у Маркса и Энгельса нет понятия «общественно-экономическая формация». Можно считать установленным наличие в текстах Маркса трёх общественных формаций: первичной или архаичной, вторичной или экономической и третичной или коммунистической.
Как пишет В. Л. Иноземцев, «общественно-экономические формации» в советском марксизме восходят к ошибке В. И. Ленина, который, стремясь упростить терминологию, превратил в русском переводе «экономическую общественную формацию» (в единственном числе) из работы Маркса «К критике политической экономии» в несколько «общественно-экономических формаций», что было закреплено в качестве термина в учебнике Островитянова в 1952 году.
Маркс рассматривал в качестве субстанции человеческой истории труд, который понимался им как опредмечивание потребности животного, что делает отчуждение труда конечным критерием для периодизации социально-исторического процесса.